# Barthold (Vorname)
Barthold (auch Bartold) ist ein männlicher Vorname, der als Variante von Berthold, aber auch von Bartholomäus angesehen werden kann.

## Namensträger
Form Barthold
- Barthold Beckmann (1549–1622), Hamburger Ratsherr und Bürgermeister
- Barthold Heinrich Brockes (1680–1747), deutscher Schriftsteller und Dichter der frühen Aufklärung
- Barthold Hartwig von Bülow (1611–1667), schwedischer General und Vizegouverneur von Schwedisch-Pommern
- Barthold Conrath (1657–1719), deutscher Maler
- Barthold von Ditfurth (1826–1902), preußischer General der Infanterie
- Barthold Feind (1678–1721), deutscher Dichter von Operntexten, Satiren und literarischen Fehden
- Barthold Jacob Lintelo de Geer van Jutphaas (1816–1903), niederländischer Rechtswissenschaftler, Historiker, Politiker und Orientalist
- Barthold von Krakewitz (1582–1642), lutherischer Theologe, Universitätsprofessor und Generalsuperintendent in Pommern
- Barthold Kuijken (* 1949), belgischer (Travers-)Flötist und Dirigent
- Barthold Moller (Theologe) (um 1460–1530), deutscher Theologe und Hochschullehrer
- Barthold Moller (Politiker) (1605–1667), deutscher Politiker, Bürgermeister von Hamburg
- Barthold Georg Niebuhr (1776–1831), deutscher Althistoriker
- Barthold von Quistorp (1825–1913), preußischer Generalleutnant und Militärschriftsteller
- Barthold Suermondt (1818–1887), deutscher Unternehmer, Bankier, Kunstsammler und Mäzen
- Barthold C. Witte (1928–2018), deutscher Ministerialbeamter und Schriftsteller

Form Bartold
- Bartold Asendorpf (1888–1946), deutscher Maler und Grafiker
- Bartold Homeister (* Anfang des 16. Jahrhunderts; † 1565), Beamter und Bürgermeister in Hannover
- Bartold Kastrop (* um 1460; † um 1531), Bildschnitzer der Spätgotik im Raum Südniedersachsen
- Bartold Kerkhof († 1510 oder später), deutscher Kaufmann und Bürgermeister der Hansestadt Rostock
- Bartold Knaust (* um 1567; † 1642), deutscher Stadthauptmann während des Dreißigjährigen Kriegs in Hannover

Form Bartho
- Bartho Treis (* 1938), deutscher Wirtschaftswissenschaftler und Hochschullehrer

Zwischenname
- Johan Barthold Jongkind (1819–1891), niederländischer Maler
- Johann Barthold Niemeier (1644–1708), deutscher Logiker und lutherischer Theologe
- Hans Barthold von Bassewitz (1867–1949), Verwaltungsbeamter und Politiker im Herzogtum Sachsen-Coburg und Gotha

## Nachweise
1. ↑  behindthename.com, abgerufen am 18. Februar 2019